# GDT (Gesellschaft für Naturfotografie)
Die GDT (Gesellschaft für Naturfotografie) e. V.  ist ein 1971 als „Gesellschaft Deutscher Tierfotografen“ gegründeter Verein für Naturfotografie und eine der größten Organisationen für Naturfotografie weltweit. 2019 wurde der Verein in „Gesellschaft für Naturfotografie“ umbenannt, wobei das Kürzel GDT erhalten blieb. Nach eigenen Angaben fördert er „Naturfotografie, die sich zu Authentizität, unbedingtem Naturschutz und künstlerischer Qualität gleichermaßen bekennt.“ Neben der Arbeit in den Regionalgruppen veranstaltet die GDT jährlich eine Reihe von Fotografie-Wettbewerben wie dem Europäischen Naturfotografen des Jahres.
Sie ist außerdem Veranstalter des jährlichen Internationalen Naturfotofestivals in Lünen, bei dem ein mehrtägiges Programm aus Vorträgen, Ausstellungen, Seminaren und Workshops geboten wird. Teil des Festivals ist auch eine Messe für Kameras und Zubehör.

## Organisation
Die GDT unterscheidet zwischen „Mitgliedschaft“ und „Vollmitgliedschaft“. Erstere bezeichnet die Vereinsmitgliedschaft im rechtlichen Sinne. Um Vollmitglied zu werden, muss ein Mitglied ein Portfolio an Bildern einreichen, das von einer Jury bewertet wird. Vollmitglieder sind nach Angabe der GDT berechtigt, den Namenszusatz „GDT“ zu führen.

### Regionalgruppen
Die Mitglieder der GDT sind in 15 Regionalgruppen in Deutschland, einer Regionalgruppe in der Schweiz sowie einer überregionalen Jugendgruppe organisiert, die jeweils von einem oder mehreren Regionalgruppenleitern geleitet werden. Die Regionalgruppen veranstalten selbstständig regionale Treffen und Veranstaltungen.

## Wettbewerbe und Ehrenpreise

### Europäischer Naturfotograf des Jahres (ENJ)
Erstmalig fand der Wettbewerb Europäischer Naturfotograf des Jahres im Jahr 2001 statt. Teilnehmen können Fotografen mit Wohnsitz in Europa sowie GDT-Mitglieder in zehn Kategorien. Die Jury für den Wettbewerb besteht aus jährlich wechselnden, internationalen Naturfotografen und Fachleuten anderer Richtungen, z. B. Redakteuren. Die Ergebnisse des Wettbewerbs werden in jedem Jahr in Ausstellungen in ganz Europa publiziert.
| Jahr | Preisträger/in                                                                  | Bildtitel                     |
| ---- | ------------------------------------------------------------------------------- | ----------------------------- |
| 2024 | Jaime Rojo, Spanien                                                             | Im Wald der Monarchen         |
| 2023 | Javier Aznar González de Rueda, Spanien                                         | Behütet                       |
| 2022 | Mike Korostelev, Russland                                                       | Hippo-Welt                    |
| 2021 | Angel Fitor, Spanien                                                            | Ballett der Medusen           |
| 2020 | Jasper Doest, Niederlande                                                       | Des Affen Maske               |
| 2019 | Eduardo B. Mendizabal, Spanien                                                  | Ghost                         |
| 2018 | Cristobal Serrano, Spanien                                                      | Rainbow City                  |
| 2017 | Britta Jaschinksi, Deutschland/Vereinigtes Königreich Erlend Haarberg, Norwegen | Konfisziert Streit im Schnee  |
| 2016 | Audun Rikardsen, Norwegen                                                       | Ein Atemzug in der Polarnacht |
| 2015 | Richard Peters, Vereinigtes Königreich                                          | Schattenläufer                |
| 2014 | Neil Adridge, Vereinigtes Königreich                                            | Lebendige Felszeichnung       |
| 2013 | Alexander Mustard, Vereinigtes Königreich                                       | Spuren in der Nacht           |
| 2012 | Tommy Vikars, Finnland                                                          | Der Sternengucker             |
| 2011 | Oldřich Mikulica, Tschechien                                                    | Gewinn und Verlust            |
| 2010 | Britta Jaschinski, Deutschland/Vereinigtes Königreich                           | Geisterhafter Gepard          |
| 2009 | Juan Tébar Carrera, Spanien                                                     | Gänsegeier im Kadaver         |
| 2008 | David Maitland, Vereinigtes Königreich                                          | Bush Meat                     |
| 2007 | Chris Gomersall, Vereinigtes Königreich                                         | Fluidity                      |
| 2006 | Lorenz Andreas Fischer, Schweiz                                                 | Savuti                        |
| 2005 | Claus Brandt, GDT, Deutschland                                                  | Gnus im Kampf                 |
| 2004 | Hugo Wassermann, Italien                                                        | Wasseramsel auf Nahrungssuche |
| 2003 | Klaus Echle, GDT, Deutschland                                                   | Tanzbär in Bulgarien          |
| 2002 | Siegmar Bergfeld, GDT, Deutschland                                              | Geduldiges Warten             |
| 2001 | Alain Jacot, Schweiz                                                            | Gnus am Mara Fluss            |

### Fritz Pölking Preis und Fritz Pölking Jugendpreis
Zur Würdigung von Fritz Pölking, einem der Gründungsmitglieder der GDT, verleiht die GDT zusammen mit dem Tecklenborg-Verlag jährlich den Fritz Pölking Preis und den Fritz Pölking Jugendpreis.

### GDT Naturfotograf des Jahres
Der Wettbewerb GDT Naturfotograf des Jahres wird in jedem Jahr ausschließlich für Mitglieder der GDT ausgeschrieben. Die Ergebnisse des Wettbewerbs werden in jedem Jahr in einer Ausstellung publiziert.

### Fritz Steiniger Preis
Die GDT vergibt im Andenken an Dr. Fritz Steiniger, einem der Vereinsgründer, seit 1986 in unregelmäßigen Abständen den Fritz Steiniger Preis als Anerkennung für herausragende Verdienste um die Naturfotografie. Der Preis besteht aus einem Ehrenpreis (in Form einer Skulptur) und einer Urkunde. Der Preisträger wird mit der Verleihung des Preises außerdem zum Ehrenmitglied der GDT ernannt.

## Publikationen

### GDT Forum Naturfotografie
Seit 2002 gibt die GDT das Forum Naturfotografie heraus. Auf über 60 Farbseiten präsentiert dieses Magazin viermal jährlich einen Querschnitt aus Portfolios von Fotografen aus aller Welt, aus Wettbewerbs-Galerien, Portfolios und Praxisberichten, Buchbesprechungen und Essays zu aktuellen Themen der Naturfotografie. Seit der Ausgabe 1/2014 ist der Tecklenborg-Verlag für Produktion, Vertrieb und Abonnenten-Betreuung des Magazins zuständig.

### Ausstellungskatalog zum WettbewerbEuropäischer Naturfotograf des Jahres
Begleitend zum Wettbewerb Europäischer Naturfotograf des Jahres erscheint jährlich ein Ausstellungskatalog. Die Redaktion des Katalogs erfolgt durch die GDT, Produktion und Vertrieb erfolgen durch den Tecklenborg-Verlag.

### Bildbände (Auswahl)
Bilder der GDT-Fotografen werden nicht nur in Ausstellungen gezeigt, sondern auch in Form von Bildbänden veröffentlicht, so z. B.:
- „Wilde Alb“ – Naturschätze zwischen Felsen, Höhlen und Wasserfällen. Verlag Knesebeck, ISBN 978-3-95728-309-2.
- Europäischer Naturfotograf des Jahres und Fritz Pölking Preis 2019, Tecklenborg Verlag, ISBN 978-3-944327-74-7.
- Natur Bilder, Bd. 1 und 2, Tecklenborg Verlag, ISBN 978-3-924044-20-6.